# Косолапово (Городецкий район)
Косола́пово — деревня в Городецком районе Нижегородской области. Входит в состав Бриляковского сельсовета. Население деревни составляет 12 человек. Старейшина и хранитель традиций Клепиков Василий Григорьевич.

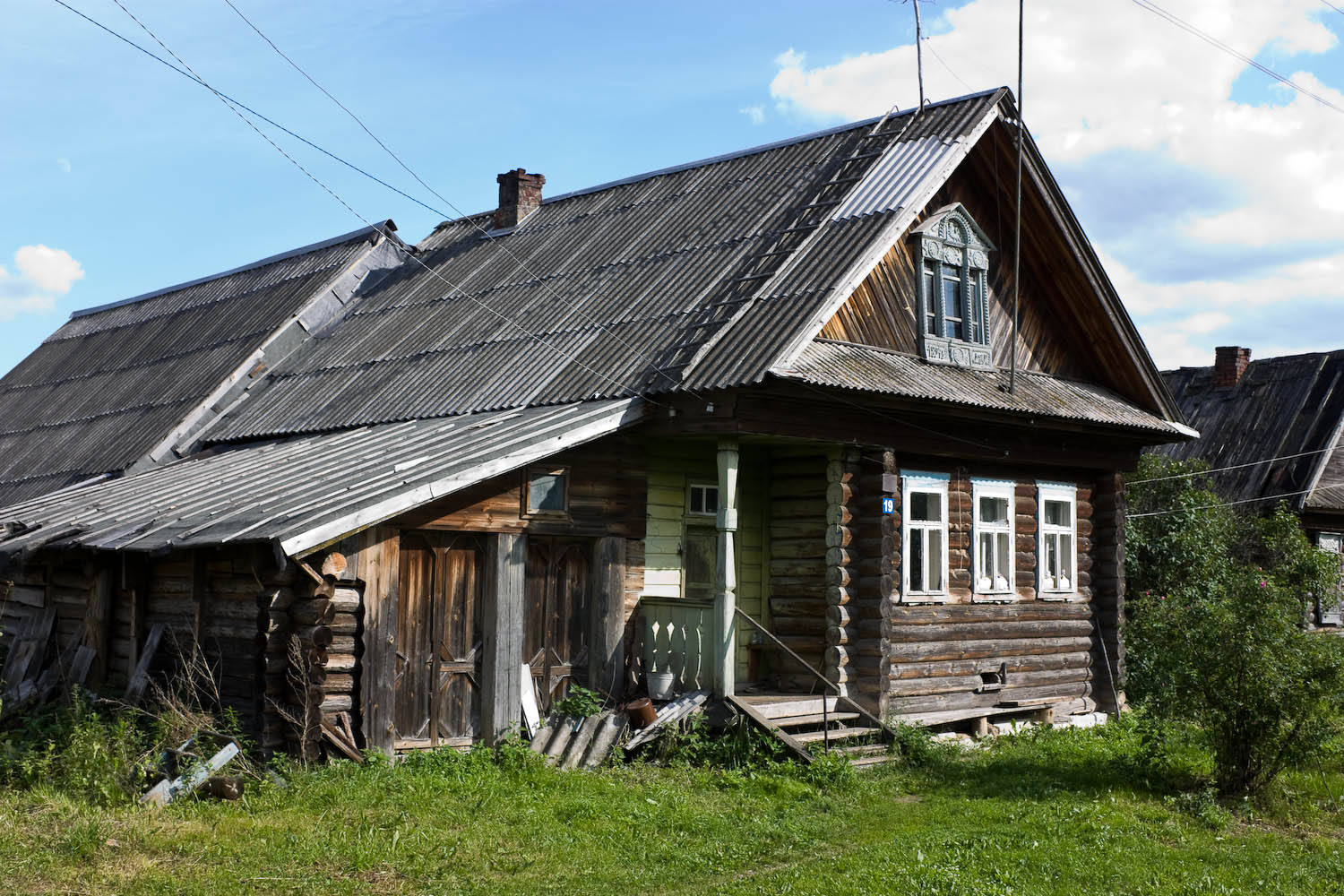
Дом

## География
Городецкий район , Нижегородская область. Рядом с деревней протекает река Буяны.Рядом находится деревня Токовико.